# Johann Christian von Boyneburg
Johann Christian von Boyneburg (français : Jean Chrétien Baron de), conseiller intime de l'électeur de Mayence et Grand-Maréchal du même électeur, né à Eisenach le 12 avril 1622 et mort le 8 décembre 1672, tire son nom d'un château de la Hesse appartenant à sa famille. Il acquit par sa haute capacité diplomatique une grande influence en Saint-Empire. Il fut le premier protecteur du philosophe, scientifique et mathématicien Gottfried Wilhelm Leibniz, qu'il prit pour secrétaire. 

## Biographie
Après avoir fait ses études à Iéna, à Helmstedt et à Marbourg, il alla en 1642 à la Cour d'Eisenach, et de là à celle de Hesse-Braubach, où le Landgrave Jean faisait sa résidence. Celui-ci l'envoya en 1645 à Stockholm. Il en revint l'année suivante et s'arrêta pendant quelque temps en Saxe. En 1648, il alla encore à la Cour du même Landgrave et lui rendit des services considérables dans les différends qu'il eut avec son frère le Landgrave George II. Il eut diverses vocations en Oost-Frise, en Suède, et à la Cour de Saxe-Gotha, mais il les refusa toutes. En 1656, il fit profession de la Religion catholique romaine et entra dans le service de Jean-Philippe, Électeur de Mayence. Depuis ce temps-là, il n'y eut presque aucune affaire importante dans l'Empire qui se termina sans l'avis de Boinebourg.
Après la mort de l'Empereur Ferdinand III, il fut envoyé à Munich, pour sonder si l'Électeur de Bavière accepterait l'Empire : il assista fort souvent aux Diètes de l'Empire à Ratisbonne. Son crédit s'augmenta considérablement auprès des Puissances et il obtint à la Cour de Mayence des charges que le frère de l'Électeur lui enviait. L'Électeur trouvant même que Boinebourg devenait trop puissant le priva en 1665, de tous ses emplois et le fit mettre en prison. Le prétexte dont on se servit contre lui fut une lettre satirique qu'il avait écrite contre Reiffenberg, qui avait été envoyé en France pour demander du secours contre Erfurt. On fouilla là-dessus tous ses papiers secrets, mais on n'y trouva rien qui pût le rendre suspect, c'est pourquoi il fut élargi après cinq mois de prison. Avant d'en sortir, on lui fit promettre que de sa vie il ne songerait à se venger de ce qui lui était arrivé ; et pour le consoler de ce qu'on lui avait fait, l'Électeur donna la fille de Boinebourg en mariage à son neveu, fils du frère de l'Électeur.
Depuis cela, Boinebourg se retira de la Cour, et passa ses jours en partie sur ses terres. En partie à Francfort, s'attachant presque uniquement aux études. Cependant il accepta encore quelques ambassades, et entre autres celle en Pologne, pour recommander aux Polonais d'élire pour leur Roi, Philippe Guillaume Comte Palatin. Au reste il entretenait une correspondance fort étendue et composa quelques livres, comme cinq livres De usu errorum in Republica, qui n'ont pas été imprimés, et une défense du Droit de l'Électeur de Mayence au couronnement de l'Empereur. Tous les livres de sa bibliothèque avaient les marges chargées de remarques savantes écrites de sa main.
On a de lui un grand nombre de lettres, dans le Commercium epistolicum Leibnitianum de Gruber (de), 1745 qui prouvent sa vaste instruction. 
Il laissa d'Anne Christine Schutz de Holtzhausen son épouse un fils nommé Philippe Guillaume. Ce fils, Philippe Guillaume, gouverneur d'Erfurt, fonda dans cette ville une chaire d'histoire et politique 
.

## Sources
Cet article comprend des extraits du Dictionnaire Bouillet. Il est possible de supprimer cette indication, si le texte reflète le savoir actuel sur ce thème, si les sources sont citées, s'il satisfait aux exigences linguistiques actuelles et s'il ne contient pas de propos qui vont à l'encontre des règles de neutralité de Wikipédia.